# تايسون هاوسمان
تايسون هاوسمان هو ممثل كندي، ولد في 9 فبراير 1990 بإدمونتون في كندا.

## أعمال

### أفلام
- (2009)  قمر جديد[4][5]
- (2010)  خسوف[6][7]
- (2011)  بزوغ الفجر - الجزء 1[8]

## وصلات خارجية
- تايسون هاوسمان على موقع IMDb (الإنجليزية)
- تايسون هاوسمان على موقع ألو سيني (الفرنسية)
- تايسون هاوسمان على موقع أول موفي (الإنجليزية)
- تايسون هاوسمان على موقع قاعدة بيانات الأفلام السويدية (السويدية)
- تايسون هاوسمان على موقع قاعدة بيانات الفيلم (الإنجليزية)
- تايسون هاوسمان على موقع كينوبويسك (الروسية)